# Petlas

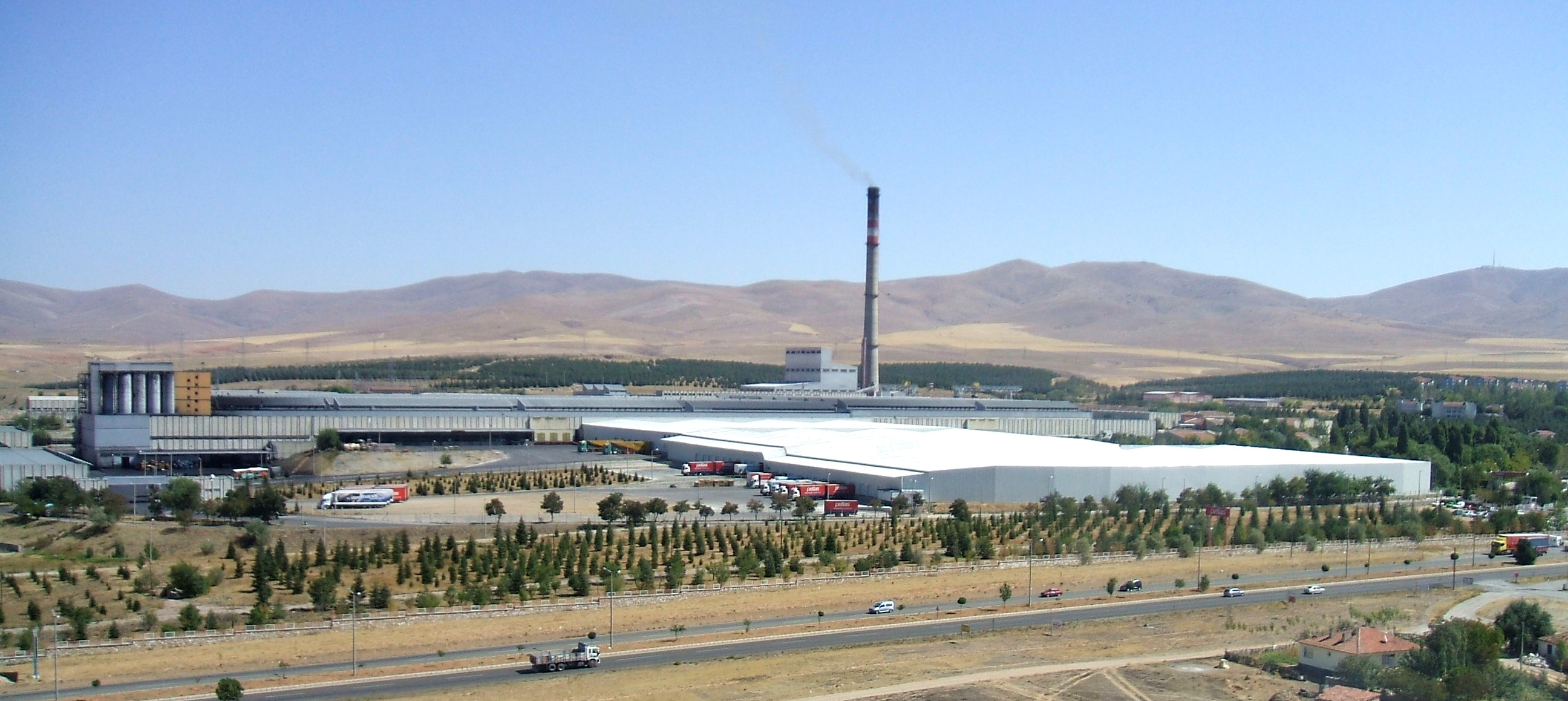
Фабрика Petlas

Petlas — турецьке підприємство з виробництва шин транспортних засобів, засноване в 1976 році 
Його основними ринками є сільськогосподарські, комерційні та військові шини. Військовий ринок був його початковим ринковим фокусом у перші два десятиліття діяльності.
Однак з середини 2000-х років компанія також випускає широкий асортимент шин для легкових автомобілів. З початку 2010-х компанія також виробляє шини класу HT, AT і MT для повнопривідних всюдиходів. Компанія управляє невеликою електростанцією, що працює на вугіллі. 